# Matjaž Rozman
Matjaž Rozman (Ptuj, 3 gennaio 1987) è un calciatore sloveno, portiere del Celje.

## Biografia
Matjaž Rozman è nato il 3 gennaio 1987 a Ptuj, in Slovenia. Cresciuto nel settore giovanile del Drava Ptuj, ha iniziato la sua carriera calcistica nelle giovanili prima di fare il salto nel calcio professionistico.

## Carriera

### Club
Nel 2012, Rozman tornò in Slovenia per giocare con il Rudar Velenje, dove disputò 99 partite fino al 2015. Successivamente, si trasferì al club croato Slaven Belupo, con cui giocò 34 partite nella stagione 2015-2016. Nel 2016, Rozman firmò con il Celje, dove gioca tuttora, con un totale di 174 presenze finora.
A livello internazionale, Rozman ha fatto parte della nazionale slovena Under-21 dal 2007 al 2008, collezionando 5 presenze.

### Nazionale
Ha giocato nella nazionale slovena Under-21.

## Caratteristiche tecniche
Matjaž Rozman è un portiere alto 192 cm e dal fisico robusto (82 kg). È noto per la sua presenza in area e la capacità di prendere decisioni rapide sotto pressione. Grazie alla sua altezza e al suo buon gioco di piedi, è particolarmente abile nelle uscite alte e nella gestione dei palloni aerei. Ha anche una buona visione di gioco, che gli consente di anticipare le azioni avversarie e organizzare la difesa.

## Palmarès

### Club

#### Competizioni nazionali
- Campionato sloveno: 2

Celje: 2019-2020, 2023-2024
- Coppa di Slovenia: 3

Interblock: 2007-2008, 2008-2009
Celje: 2024-2025
- Supercoppa di Slovenia: 1

Interblock: 2008